# Wilhelm Schweidler
Wilhelm Schweidler, ab 1861 Ritter von Schweidler, (* 8. Februar 1805 in Mährisch-Schönberg; † 24. Dezember 1877 in Graz) war ein österreichischer Jurist und Politiker. Schweidler war von Juni bis September 1848 Mitglied der Frankfurter Nationalversammlung.

## Leben
Nach einem Studium der Rechtswissenschaften war Schweidler ab 1836 Rat am Kriminalgericht in Wischnitz. Am 15. August 1840 wurde er Bürgermeister von Olmütz und gleichzeitig zum Obersten des bewaffneten Olmützer Bürgercorps ernannt. Während seiner Amtszeit erhielt die Stadt Olmütz einen ersten Eisenbahnschluss und 1845 Anschluss an die k.k. Nördliche Staatsbahn.
1848 trat Schweidler als Kandidat für die Wahl zur Frankfurter Nationalversammlung an und wurde im Wahlkreis Mähren, dem Kreis Hradisch und Ungarisch Brod, als Abgeordneter gewählt. Ab dem 29. Juni 1848 wurde er als solcher in der Frankfurter Paulskirche geführt. Im Parlament blieb er offiziell fraktionslos, stimmte aber oftmals mit dem Linken Centrum. Bereits am 7. September 1848 legte er das Mandat nieder, sein Nachfolger war Ignatz Wessely.
Nach seiner parlamentarischen Arbeit war Schweidler zunächst Oberlandesgerichtsrat in Brünn. 1856 wurde er zum Landgerichtspräsidenten in Kaschau ernannt, arbeitete später als solcher in Troppau und zuletzt in Graz. Am 26. April 1866 wurde er in den Ruhestand versetzt. Für seine Verdienste erhielt er die goldene Medaille für Wissenschaft und Kunst und 1861 das Ritterkreuz des Leopold-Ordens. Damit verbunden war am 31. März 1861 eine Erhebung in den erblichen Ritterstand in Österreich mit dem Prädikat Schweidler von Adelar.
Wilhelm Schweidler starb nach längerer Krankheit am Heiligen Abend des Jahres 1877, im Alter von 72 Jahren, in Graz. Er wurde am 26. Dezember 1877 auf dem Grazer St. Peter Friedhof bestattet. Schweidler war mit Franziska Fanny (1803–1880), eine geborene Engl, verheiratet. Sie hatten zwei Söhne und zwei Töchter. Wilhelm von Schweidler, ein Sohn des Paares, diente als Offizier in der Österreichischen Armee. Sein Bruder Emil von Schweidler wurde Hof- und Gerichtsadvokat in Wien. Dessen Sohn war der Physiker Egon Schweidler.

## Veröffentlichungen (Auswahl)
- Anleitung zum Studium des öffentlich-mündlichen Verfahrens in Strafsachen. Teil 1 bis 3, E. Hölzel, Olmütz 1849–1850.